# Хоружівська сільська рада
Хору́жівська сільська́ ра́да — колишній орган місцевого самоврядування в Недригайлівському районі Сумської області. Адміністративний центр — село Хоружівка.

## Загальні відомості
- Населення ради: 1 168 осіб (станом на 2001 рік)

## Населені пункти
Сільській раді підпорядковані населені пункти:
- с. Хоружівка
- с. Біж
- с. Дараганове
- с. Лаврове
- с. Омелькове
- с. Спартак

## Склад ради
Рада складається з 16 депутатів та голови.
- Голова ради: Клименко Микола Іванович
- Секретар ради: Ігнатенко Ольга Михайлівна

### Керівний склад попередніх скликань
| Прізвище, ім'я, по батькові | Основні відомості                                                         | Дата обрання | Дата звільнення |
| --------------------------- | ------------------------------------------------------------------------- | ------------ | --------------- |
| Левченко Ніна Олександрівна | Сільський голова, 1952 року народження                                    | 26.03.2006   | 31.10.2010      |
| Клименко Микола Іванович    | Сільський голова, 1956 року народження, освіта вища, член Партії регіонів | 31.10.2010   |                 |

Примітка: таблиця складена за даними сайту Верховної Ради України